# Дроботько Віктор Григорович
Дроботько Віктор (нар. 23 листопада 1885, Дігтярі — пом. 10 вересня 1966, Київ) — український радянський мікробіолог та епідеміолог. Дійсний член АН УРСР, з 1931 року науковий співробітник Інституту Мікробіології імені Д. Заболотного АН УРСР у Києві, згодом його керівник.

## Життєпис
Народився у с. Дігтярі (нині — Чернігівська область), у родині сільського фельдшера. Після закінчення гімназії, у 1905 році, вступив на медичний факультет Київського університету ім. Святого Володимира — обравши медицину, як і його батько. Брав участь у агітаційно-масовій роботі серед селян під час революційних подій у Росії 1905—1907 років. Через це навчання на першому курсі було перерване шестимісячним ув'язненням і засланням на два роки під нагляд поліції у рідне село. Лише через рік Віктору Дроботьку знову вдалося відновити навчання, тому університет закінчив у 1913 році.
Працював земським лікарем у селі Бобрик (Роменського повіту Полтавської губернії). У 1916 році він перейшов на роботу до стаціонару Роменської повітової лікарні, де організував санітарно-бактеріологічну лабораторію.
У 1925 році молодий лікар переїхав до Києва, де отримав посаду асистента Санітарно-бактеріологічного інституту. З 1931 року діяльність науковця була пов'язана з Інститутом мікробіології та епідеміології АН УРСР, де він керував особисто організованим відділом мікробіології.
Наукова кар'єра Віктора Григоровича розвивалася надзвичайно стрімко: у 1936 році, він за рішенням Української академії наук, одержав (без захисту!) ступінь доктора біологічних наук, у 1938 — звання професора, а у 1939 став членом-кореспондентом АН УРСР.
Наукову діяльність Віктора Григоровича перервала Друга світова війна: вже у вересні 1939 року, його мобілізували до лав Червоної армії. А після евакуації Академії наук УРСР у 1941 році до Уфи, учений знову повернувся до наукових досліджень.
Упродовж 1941—1944 років В. Дроботько керував відділом мікробіології Інституту зоології АН УРСР в Уфі та Москві (коли інститут було евакуйовано з Києва); за сумісництвом працював заступником директора Башкирського інституту мікробіології, епідеміології та санітарії. Там учений продовжував розробляти засоби боротьби з хворобами людей, тварин, рослин.
В евакуації Віктор Дроботько з колегами винайшов технологічно простий, але надзвичайно важливий процес регенерації використаних перев'язочних матеріалів, за що був удостоєний звання «Відмінник охорони здоров'я СРСР» (1942).
Після закінчення війни Інститут мікробіології АН УРСР (нині — Інститут мікробіології і вірусології ім. Д. К. Заболотного НАН України) знову став самостійною установою, а Віктор Григорович очолив його і продовжував керувати протягом наступних 18 років. У 1948 році В. Дроботько обрали академіком АН УРСР, а у 1966 — присвоїли звання «Заслужений діяч науки УРСР».

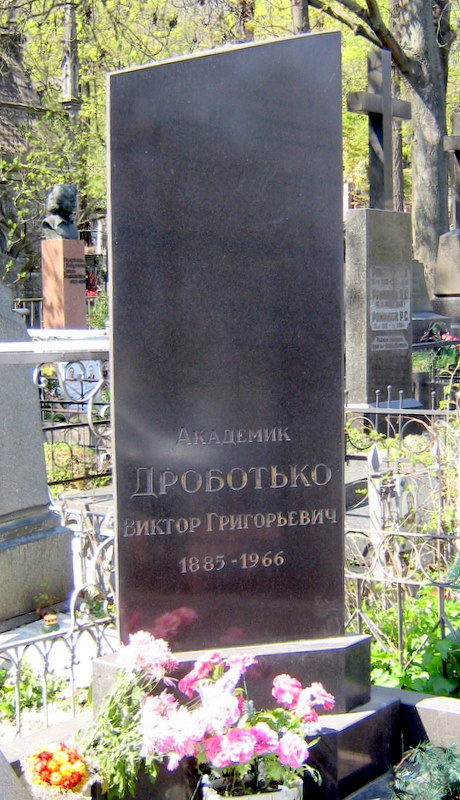
Могила Віктора Дроботька на Байковому цвинтарі

Пішов із життя 10 вересня 1966 року.

## Науковий здобуток
- Мав понад 100 наукових праць з питань мікробіології риносклероми, кишкових інфекцій, харчових отруєнь, туберкульозу тощо. В. Дроботько працював також у напрямку вивчення антибіотиків із вищих рослин.
- Автор антимікробного препарату — іманін.
- Належить низка наукових відкриттів.
- Започаткував новий напрямок — мікотоксикологія.

Мав 150 опублікованих праць, серед яких:
- «М'ясні отруєння» (1934),
- монографія «Мікробіологія. Популярні нариси» (1936),
- «Сучасна хіміотерапія інфекційних хвороб» (1946),
- «Мікроби, їхня корисна і шкідлива роль» (1947).